# Sudsko Selo
Sudsko Selo (szerbül: Судско Село), település Szerbiában, a Raškai körzet Novi Pazar községében.

## Népesség
- 1948-ban 244 lakosa volt.
- 1953-ban 260 lakosa volt.
- 1961-ben 244 lakosa volt.
- 1971-ben 206 lakosa volt.
- 1981-ben 149 lakosa volt.
- 1991-ben 125 lakosa volt.
- 2002-ben 87 lakosa volt, akik mindannyian szerbek.